# NGC 1492
NGC 1492 је спирална галаксија у сазвежђу Еридан која се налази на NGC листи објеката дубоког неба.
Деклинација објекта је - 35° 26' 45" а ректасцензија 3h 58m 13,1s. Привидна величина (магнитуда) објекта NGC 1492 износи 13,4 а фотографска магнитуда 14,3. NGC 1492 је још познат и под ознакама ESO 359-12, IRAS 03563-3535, PGC 14186.